# جي. ليستر هيل
جي. ليستر هيل هو محامي وسياسي أمريكي، ولد في 29 ديسمبر 1894 في مونتغومري في الولايات المتحدة، وتوفي بنفس المكان في 20 ديسمبر 1984. نشط حزبياً في الحزب الديمقراطي.

## مناصب
- انتخب عضو مجلس الشيوخ الأمريكي [الإنجليزية]‏ عن دائرة Alabama Class 3 senate seat ‏ وقد انضم خلال فترته النيابية [الإنجليزية]‏ (3 يناير 1967 – 3 يناير 1969) للكتلة البرلمانية الحزب الديمقراطي.
- انتخب عضو مجلس الشيوخ الأمريكي [الإنجليزية]‏ عن دائرة Alabama Class 3 senate seat ‏ وقد انضم خلال فترته النيابية [الإنجليزية]‏ (3 يناير 1965 – 3 يناير 1967) للكتلة البرلمانية الحزب الديمقراطي.
- انتخب عضو مجلس الشيوخ الأمريكي [الإنجليزية]‏ عن دائرة Alabama Class 3 senate seat ‏ وقد انضم خلال فترته النيابية [الإنجليزية]‏ (3 يناير 1963 – 3 يناير 1965) للكتلة البرلمانية الحزب الديمقراطي.
- انتخب عضو مجلس الشيوخ الأمريكي [الإنجليزية]‏ عن دائرة Alabama Class 3 senate seat ‏ وقد انضم خلال فترته النيابية [الإنجليزية]‏ (3 يناير 1961 – 3 يناير 1963) للكتلة البرلمانية الحزب الديمقراطي.
- انتخب عضو مجلس الشيوخ الأمريكي [الإنجليزية]‏ عن دائرة Alabama Class 3 senate seat ‏ وقد انضم خلال فترته النيابية [الإنجليزية]‏ (3 يناير 1959 – 3 يناير 1961) للكتلة البرلمانية الحزب الديمقراطي.
- انتخب عضو مجلس الشيوخ الأمريكي [الإنجليزية]‏ عن دائرة Alabama Class 3 senate seat ‏ وقد انضم خلال فترته النيابية [الإنجليزية]‏ (3 يناير 1957 – 3 يناير 1959) للكتلة البرلمانية الحزب الديمقراطي.
- انتخب عضو مجلس الشيوخ الأمريكي [الإنجليزية]‏ عن دائرة Alabama Class 3 senate seat ‏ وقد انضم خلال فترته النيابية [الإنجليزية]‏ (3 يناير 1955 – 3 يناير 1957) للكتلة البرلمانية الحزب الديمقراطي.
- انتخب عضو مجلس الشيوخ الأمريكي [الإنجليزية]‏ عن دائرة Alabama Class 3 senate seat ‏ وقد انضم خلال فترته النيابية [الإنجليزية]‏ (3 يناير 1953 – 3 يناير 1955) للكتلة البرلمانية الحزب الديمقراطي.
- انتخب عضو مجلس الشيوخ الأمريكي [الإنجليزية]‏ عن دائرة Alabama Class 3 senate seat ‏ وقد انضم خلال فترته النيابية [الإنجليزية]‏ (3 يناير 1951 – 3 يناير 1953) للكتلة البرلمانية الحزب الديمقراطي.
- انتخب عضو مجلس الشيوخ الأمريكي [الإنجليزية]‏ عن دائرة Alabama Class 3 senate seat ‏ وقد انضم خلال فترته النيابية [الإنجليزية]‏ (3 يناير 1949 – 3 يناير 1951) للكتلة البرلمانية الحزب الديمقراطي.
- انتخب عضو مجلس الشيوخ الأمريكي [الإنجليزية]‏ عن دائرة Alabama Class 3 senate seat ‏ وقد انضم خلال فترته النيابية [الإنجليزية]‏ (3 يناير 1947 – 3 يناير 1949) للكتلة البرلمانية الحزب الديمقراطي.
- انتخب عضو مجلس الشيوخ الأمريكي [الإنجليزية]‏ عن دائرة Alabama Class 3 senate seat ‏ وقد انضم خلال فترته النيابية [الإنجليزية]‏ (3 يناير 1945 – 3 يناير 1947) للكتلة البرلمانية الحزب الديمقراطي.
- انتخب عضو مجلس الشيوخ الأمريكي [الإنجليزية]‏ عن دائرة Alabama Class 3 senate seat ‏ وقد انضم خلال فترته النيابية [الإنجليزية]‏ (3 يناير 1943 – 3 يناير 1945) للكتلة البرلمانية الحزب الديمقراطي.
- انتخب عضو مجلس الشيوخ الأمريكي [الإنجليزية]‏ عن دائرة Alabama Class 3 senate seat ‏ وقد انضم خلال فترته النيابية [الإنجليزية]‏ (3 يناير 1941 – 3 يناير 1943) للكتلة البرلمانية الحزب الديمقراطي.
- انتخب عضو مجلس الشيوخ الأمريكي [الإنجليزية]‏ عن دائرة Alabama Class 3 senate seat ‏ وقد انضم خلال فترته النيابية [الإنجليزية]‏ (3 يناير 1939 – 3 يناير 1941) للكتلة البرلمانية الحزب الديمقراطي.
- انتخب عضو مجلس الشيوخ الأمريكي [الإنجليزية]‏ عن دائرة Alabama Class 3 senate seat ‏ وقد انضم خلال فترته النيابية (11 يناير 1938 – 3 يناير 1939) للكتلة البرلمانية الحزب الديمقراطي.
- انتخب رئيس (1917 – 1922).
- انتخب عضو مجلس النواب الأمريكي.